# Театр Фарнезе

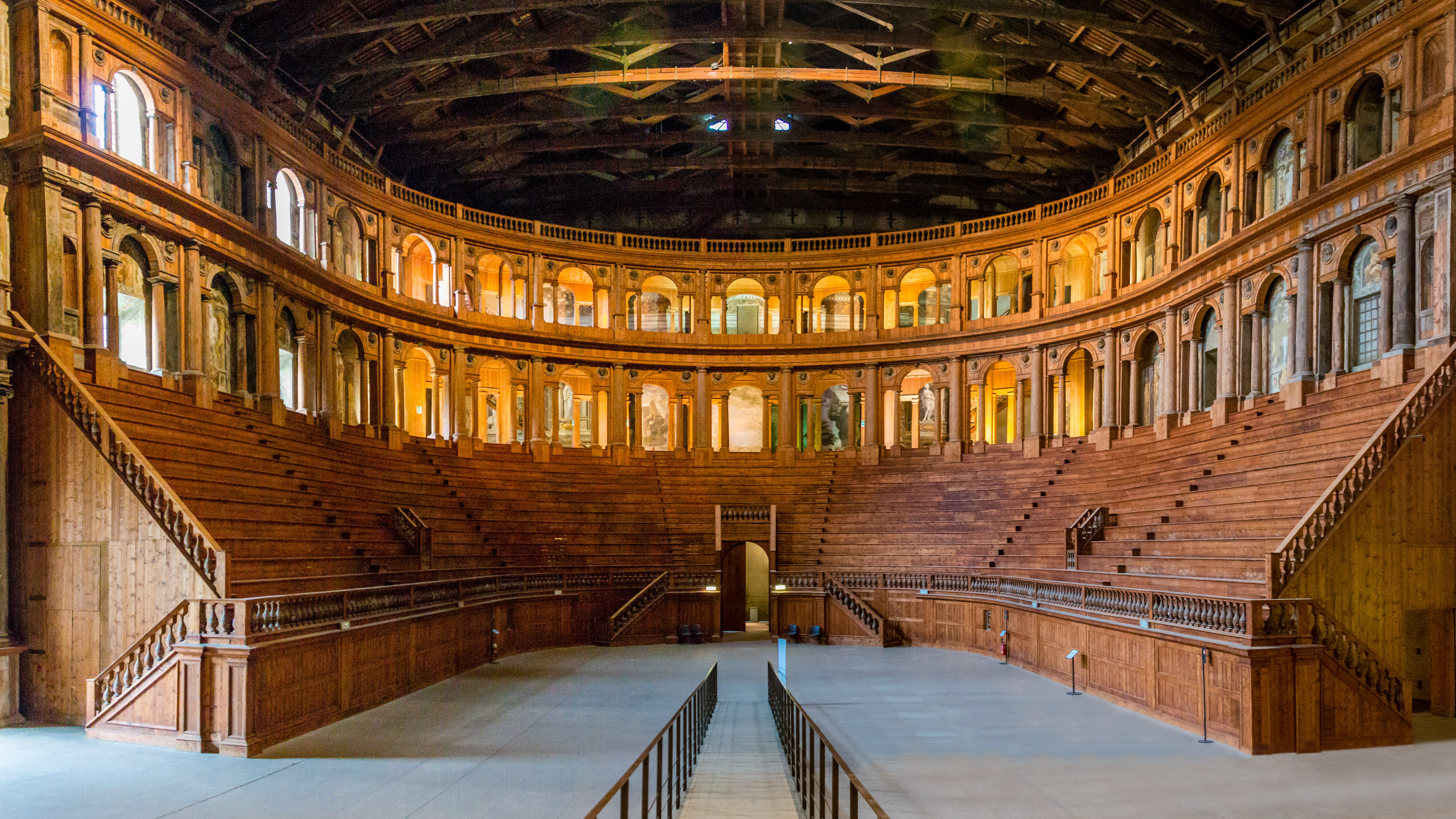
Театр Фарнезе, сучасний вигляд після реставрацій, 2008 р.

 Театр Фарнезе (італ. Teatro Farnese) — один з перших критих театрів Італії доби бароко в місті Парма.

## Історія

### Виникнення

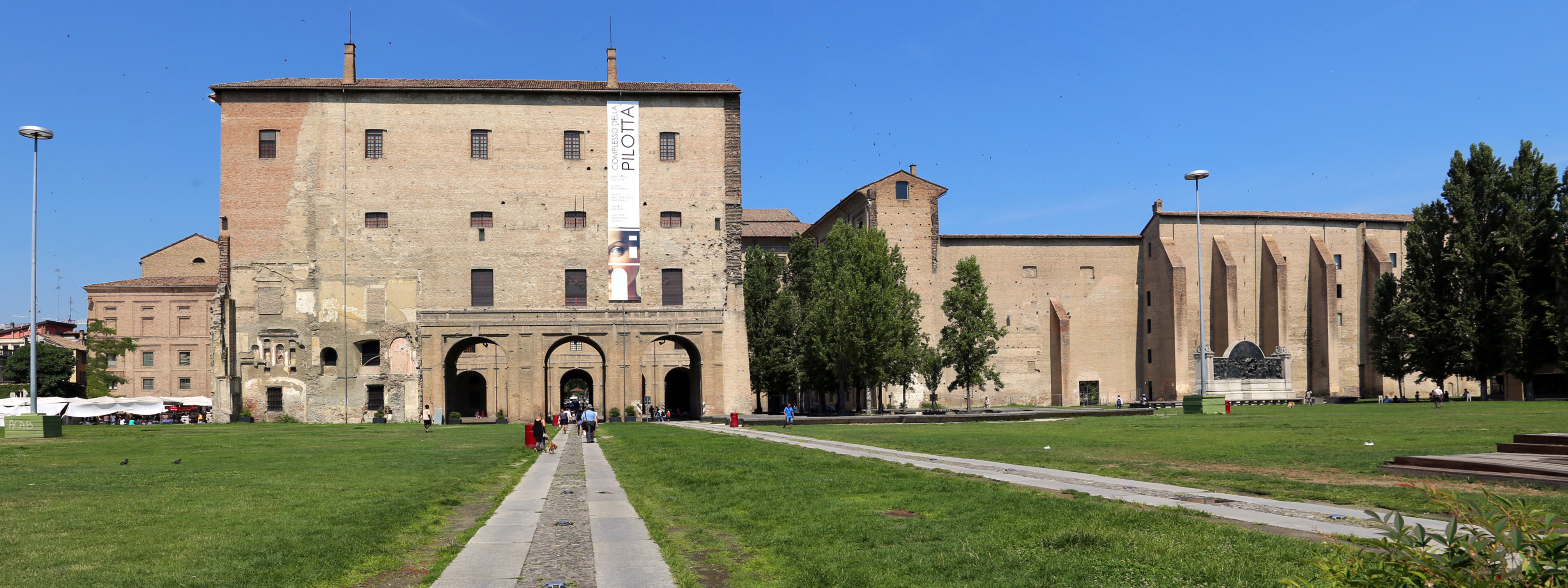
Середньовічний палац Пілотта, Парма.

Приводом для облаштування театру став запланований візит в Мілан великого герцога Тосканського Козімо ІІ на поклоніння Св. Карло Борромео, щойно канонізованого католицькою церквою у 1610 р. Козімо ІІ мав зупинитись в Пармі на шляху до Мілану. Привітати вельможного гостя в театрі і забажав володар Парми і П’яченци — Рануччо Фарнезе. Свята мали проходити в старому палаці Пілотта.

### Особливості театру і архітектор

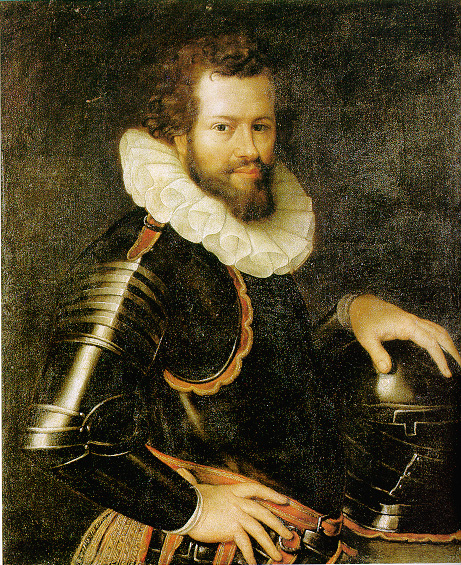
Худ. Чезаре Аретузі. Рануччо Фарнезе, замовник театру.

Театр не мав окремого приміщення, його облаштували на першому поверсі в палаці Пілотта. Це була зала для проведення лицарських турнірів і зберігання зброї і обладунків. Сам палац був залишками давньої оборонної споруди з дещо хаотичним розплануванням. Тим ефектнішим виглядав інтер'єр нового театру — з використанням аркад, амфітеатру глядацької зали на зразок античних. Зала палацу мала 87 метрів довжини, 32 м завширшки і 22 м заввишки.
Облаштування театру реалізував інженер і архітектор Джованні Батіста Алеотті (1546–1636), роботи закінчили у 1618 р. Архітектора і раніше залучали до облаштування свят і побудови невеликих театральних приміщень (театр Марфіса, театр Інтрепід). Театр Фарнезе в Пармі став найбільшим серед театральних споруд Алеотті, і, ймовірно, його найвдалішим твором. Це перший значний припалацовий театр в Європі аристократичного спрямування.
Театр присвятили давньоримській богині війни Беллоні, пам'ятаючи, що приміщення призначалося для турнірів, і музам. В глядацькій залі могли розміститися 3.000 осіб. Аркади і амфітеатр вироблені з дерева (використані ялини з місцевості Фріулі), а зверху потиньковані і розфарбовані під мармур.
Скульптури в театрі теж імітували мармур — солом'яні опудала вкривали товстим шаром гіпсу, який старанно формували зовні. До створення інтер'єру залучили найкращих майстрів, що були в Пармі
- Ліонелло Спада
- Джованні Батіста Тротті
- Сісто Бадалоччі
- Антоніо Бертойя тощо.

### Випадкове використання

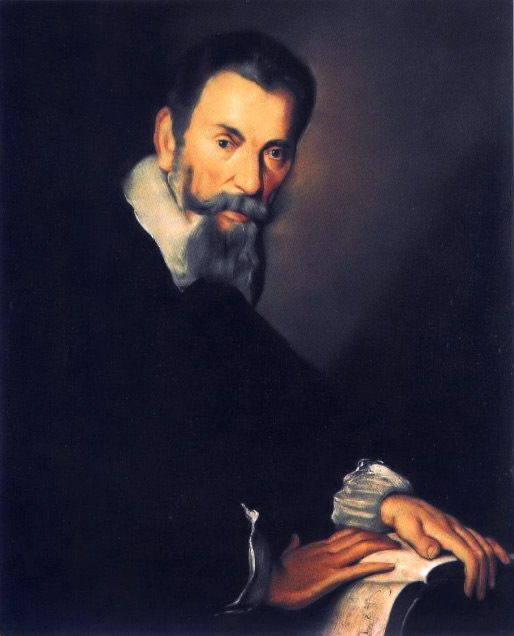
К.Монтеверді, портрет роботи Бернардо Строцці

Козімо ІІ захворів і відмовився від подорожі в Мілан. Так театр Фарнезе не став місцем вітань і свят на честь герцога. Майже 10 років він стояв пусткою, але його не руйнували. Перше значне свято відбулося лише у 1628 р. з приводу весілля сина Рануччо Фарнезе — Одоардо і Маргарити Медичі, дочки Козімо ІІ. В театрі дали виставу на текст Клаудіо Акілліні, музику написав композитор Клаудіо Монтеверді. Аби розважити гостей, підлогу залили водою і утворили морську баталію. У зв'язку з великими коштами на проведення придворних свят, їх проводили нечасто і останнє відбулося у 1732 р., лише восьмий раз з року побудови театру.

### Впливи
Незважаючи на нечасте використання, театр Фарнезе в Пармі став родзинкою палацу. Він був зразком для побудови інших припалацових театрів. Найдальший з театрів, що копіював його залу, був припалацовий театр магнатів Сапег в Білорусі в містечку Ружани (нині зруйнований).

### В 20 столітті
В роки 2-ї світової війни під час бомбардувань Парми військами союзників антигітлерівської коаліції, палац і театр були пошкоджені 13 травня 1944 р.
Відновлення і реставрація театру відбулися у 1956-1960 рр. Адже були збережені оригінальні креслення архітектора Алеотті. Зараз театр Фарнезе є частиною музейного закладу (Національна галерея Парми).